# 渡辺学 (アナウンサー)
渡辺 学（わたなべ まなぶ、1966年8月6日 - ）はテレビ大阪の報道スポーツ局報道部に所属する解説委員で、テレビ大阪および岡山放送の元・アナウンサー。

## 経歴
大阪府八尾市の出身で、大阪府立八尾高等学校から中央大学の商学部へ進学。大学卒業後の1990年に、アナウンサーとして、FNN加盟局の岡山放送へ入社した。同期入社のアナウンサーは、内田みのりと米倉紀之子。
岡山放送時代には、報道局報道部報道課へ所属。入社2年目の1991年に長崎県内で雲仙普賢岳が噴火した直後には、FNN取材団の一員として被災地を取材した。その一方で、『OHKスーパースポーツ』（スポーツ情報番組）にレギュラーで出演したほか、モータースポーツや高校駅伝などのスポーツ中継で実況を任されていた。
1995年4月1日にTXN加盟局のテレビ大阪へ移籍すると、制作センターアナウンス室所属のアナウンサーとして、自社制作による関西ローカル向けの情報番組（『満点!しあわせテレビ』→『満点!アイ』）で中継リポーターを担当。その一方で、テレビ大阪が制作するモータースポーツ（ロードレース世界選手権や鈴鹿8時間耐久ロードレース）中継では、メイン実況の千年屋俊幸（当時の上司）を補佐したほか、ピットリポーターを務めた。
2005年4月1日から2016年6月30日までは、報道スポーツ局のマーケットキャスターを兼務。2001年4月1日から1年間は、アナウンス室の課長代理を務めた。後の人事異動でアナウンス室を離れると、2010年4月1日から2年間にわたって、報道スポーツ局の報道部でデスク業務に従事。2011年3月11日に発災した東日本大震災では、TXN取材団の一員として、被災地域の岩手県内を取材した。2012年4月1日から名古屋支社長を3年間務めた後に、2015年4月1日から東京支社の営業局で営業部長を歴任。2017年4月1日付で、編成局アナウンス部長兼宣伝担当部長として、アナウンス関連の部署へに復帰した。復帰の直後には管理業務へ事実上専念していたが、2018年からアナウンサーとしての活動を、『やさしいニュース』などで再開していた。
2020年4月1日からは、チーフアナウンサーへ就任するとともに、報道部解説委員会の委員を兼務していた。2022年2月1日付で、解説委員のまま報道部に再び転籍。アナウンサーとの兼務を解かれる代わりに、『やさしいニュース』のデスクを兼務している。
司馬遼太郎の小説を愛読していた実父や、日本史の教師であった母方の伯父の影響で、小学生時代から城への関心が強い。2020年3月の時点では、日本国内だけで67カ所の城を巡ったほか、万里の長城やリーズ城も訪れた経験を持つ。また、鉄道への造詣も深い一方で、日本ファイナンシャル・プランナーズ協会が認定するAFP資格や、ファイナンシャル・プランニング技能士2級の国家資格を保有している。

## アナウンサー時代の出演番組

### 岡山放送
- あしたは土曜日（『OHKスーパータイム』を内包していた平日午後の情報番組）
- OHKスーパースポーツ
- スポーツ中継（モータースポーツ・高校駅伝）

#### テレビ大阪
- 満点!しあわせテレビ → 満点!アイ（中継リポーター）
- ニュースPLUS（アナウンス部への復帰後に出演）
- スポーツ中継（モータースポーツなど）
- やさしいニュース
  - 2019年4月3日から水 - 金曜日でニュースキャスターやリポーターを担当。アナウンス部からの異動後も、報道局のニュースデスクとして制作に携わっている。
- やさしいニュースPLUS（不定期）